# Ratpenat de llança de Surinam
El ratpenat de llança de Surinam (Phyllostomus latifolius) és una espècie de ratpenat de la família dels fil·lostòmids. Viu a Colòmbia, Veneçuela, Guyana, la Guaiana Francesa, Surinam i el Brasil.